# Lagynodes primordialis
Lagynodes primordialis är en stekelart som beskrevs av Charles Thomas Brues 1940. Lagynodes primordialis ingår i släktet Lagynodes, och familjen trefåresteklar. Inga underarter finns listade.